# Tai Po Market

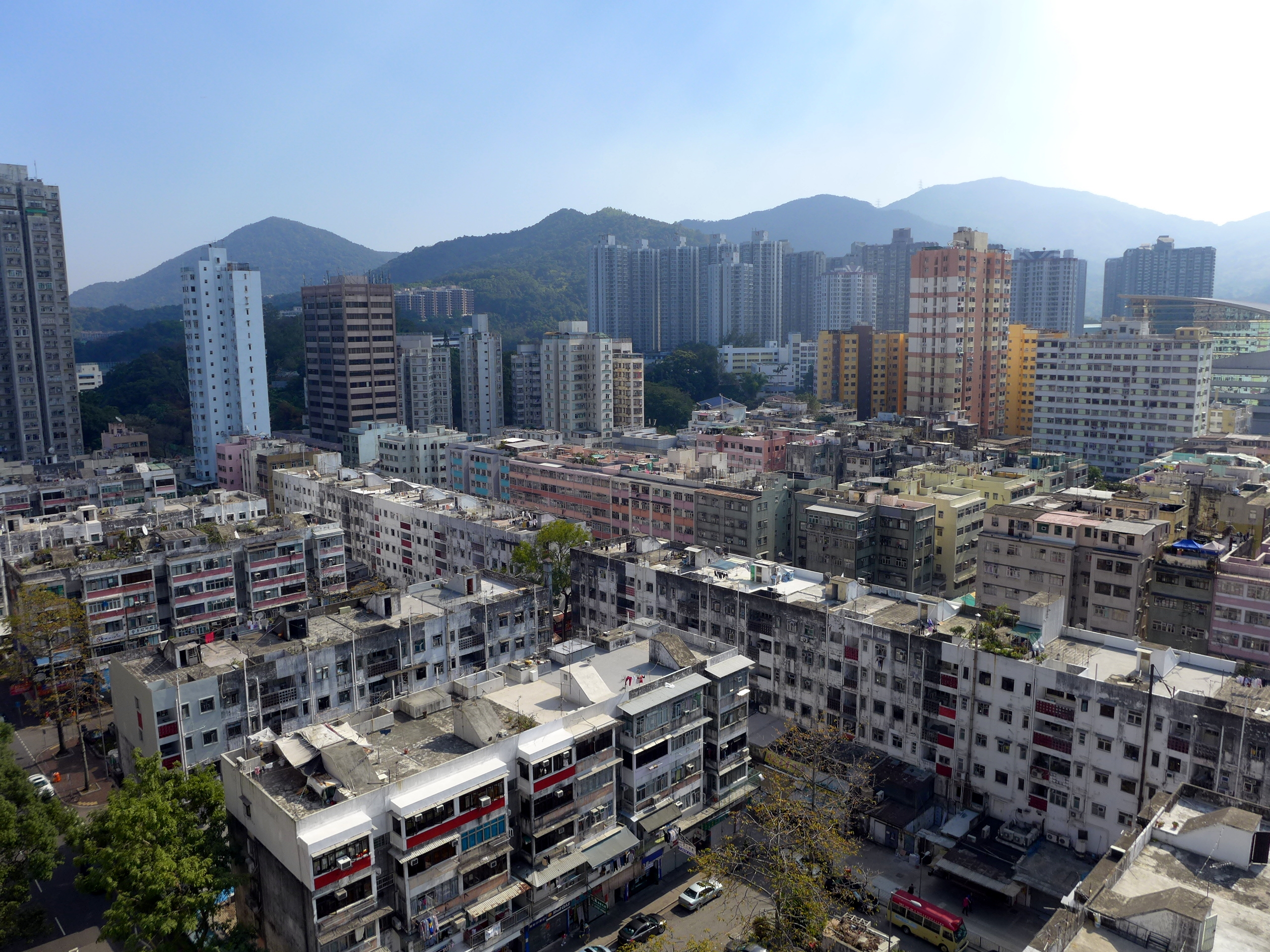
Der Stadtteil Tai Po Market aus der Luft (2014)

Tai Po Market (chinesisch 大埔墟, Pinyin Dàbù Xū, Jyutping Daai6bou3 Heoi1 – „Taipo-(Dorf)Markt“) ist ein historischer Markt im Stadtteil Tai Po im Nordosten der New Territories von Hongkong. Der Markt ist bekannt für seine lange Geschichte, die bis in die Zeit der Qing-Dynastie zurückreicht, sowie für seine kulturelle und wirtschaftliche Bedeutung in der Region.

## Geschichte
Der Tai Po Market wurde ursprünglich als Handelszentrum für die umliegenden ländlichen Gemeinden gegründet. In der späten Qing-Dynastie entwickelte sich der Markt zu einem wichtigen Ort für den Austausch von Waren, insbesondere landwirtschaftlichen Produkten der Region. Der Name Tai Po Market bezieht sich auf den traditionellen Marktplatz, der im heutigen Stadtteil Tai Po angesiedelt ist.
Während der britischen Kolonialzeit wurde der Markt modernisiert und entwickelte sich zu einem der Hauptumschlagplätze für verschiedene Produkte aus den New Territories. In den 1980er Jahren wurde das ursprüngliche Markthaus durch das heutige Tai Po Market Municipal Services Building ersetzt, das weiterhin als wichtiger Treffpunkt für Einheimische und Besucher dient.

## Der Markt heute
Heutzutage ist Tai Po Market eine lebendige Mischung aus traditionellem und modernem Handel. Das Gebiet umfasst Straßenmärkte, das Tai Po Market Municipal Services Building sowie zahlreiche Geschäfte und Restaurants. Besucher können hier frische Lebensmittel, Kleidung, Elektronik und eine Vielzahl von lokalen Spezialitäten kaufen.

## Verkehrsanbindung
Der Tai Po Market ist leicht mit öffentlichen Verkehrsmitteln erreichbar. Der Markt liegt in der Nähe der Tai Po Market Station der East Rail Line der MTR. Zudem bedienen zahlreiche Bus- und Minibuslinien die Gegend, was eine bequeme Anreise ermöglicht.

## Sehenswürdigkeiten in der Nähe
- Tai Po Kau Nature Reserve: Ein Naherholungsgebiet und beliebtes Ziel für Wanderer und Naturliebhaber.
- Lam Tsuen Wishing Trees: Zwei Wunschbäume – der Gattung Ficus Urostigma – im Dorf des Lam-Klans (林村許願樹), die traditionell während des chinesischen Neujahrs besucht werden.
- Hong Kong Railway Museum: Ein Museum, das die Geschichte der Eisenbahn in Hongkong dokumentiert.

## Galerie

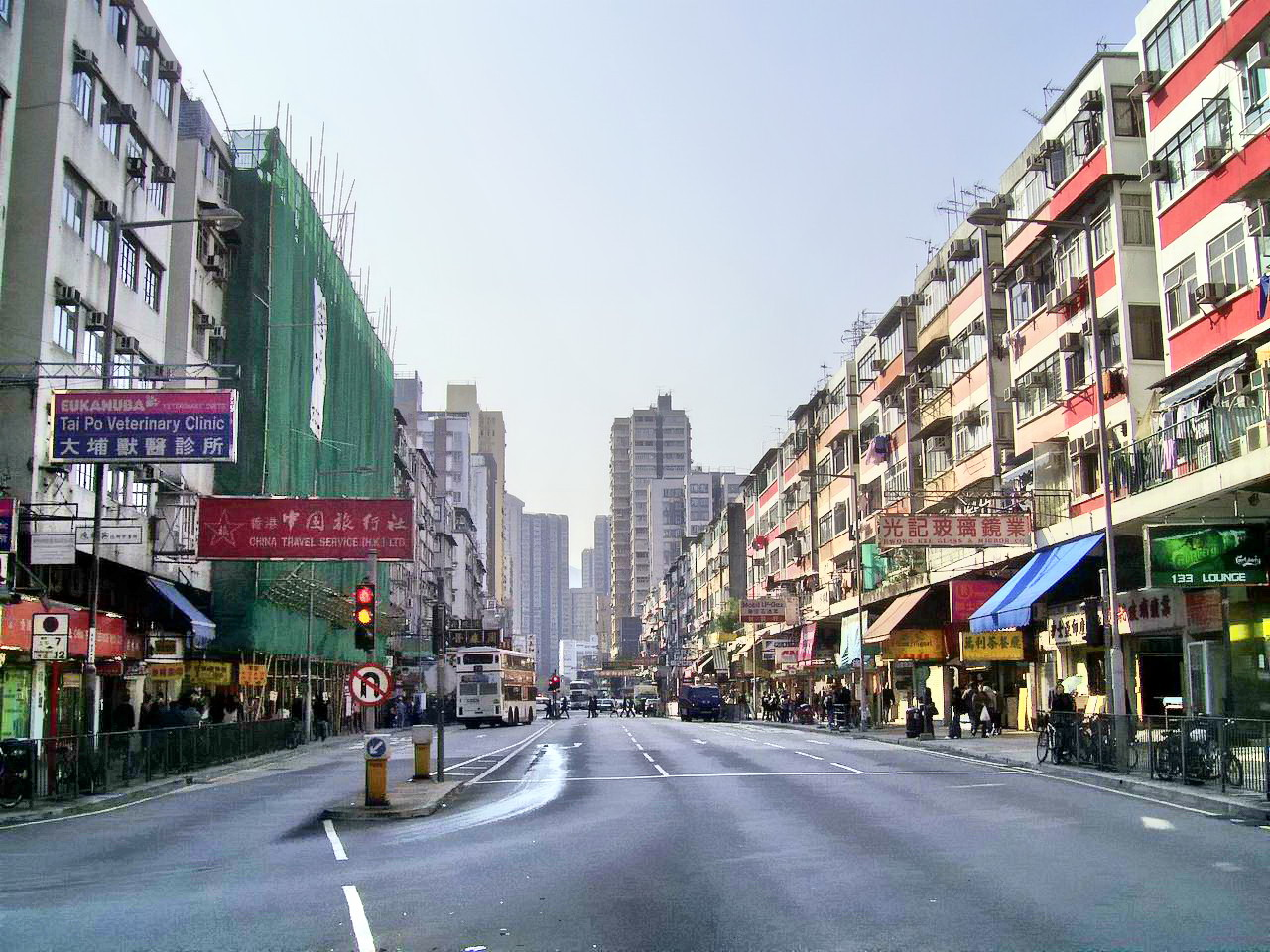
Die Kwong Fuk Road (廣福道) – eine Hauptstraße am Tai Po Market (2008)
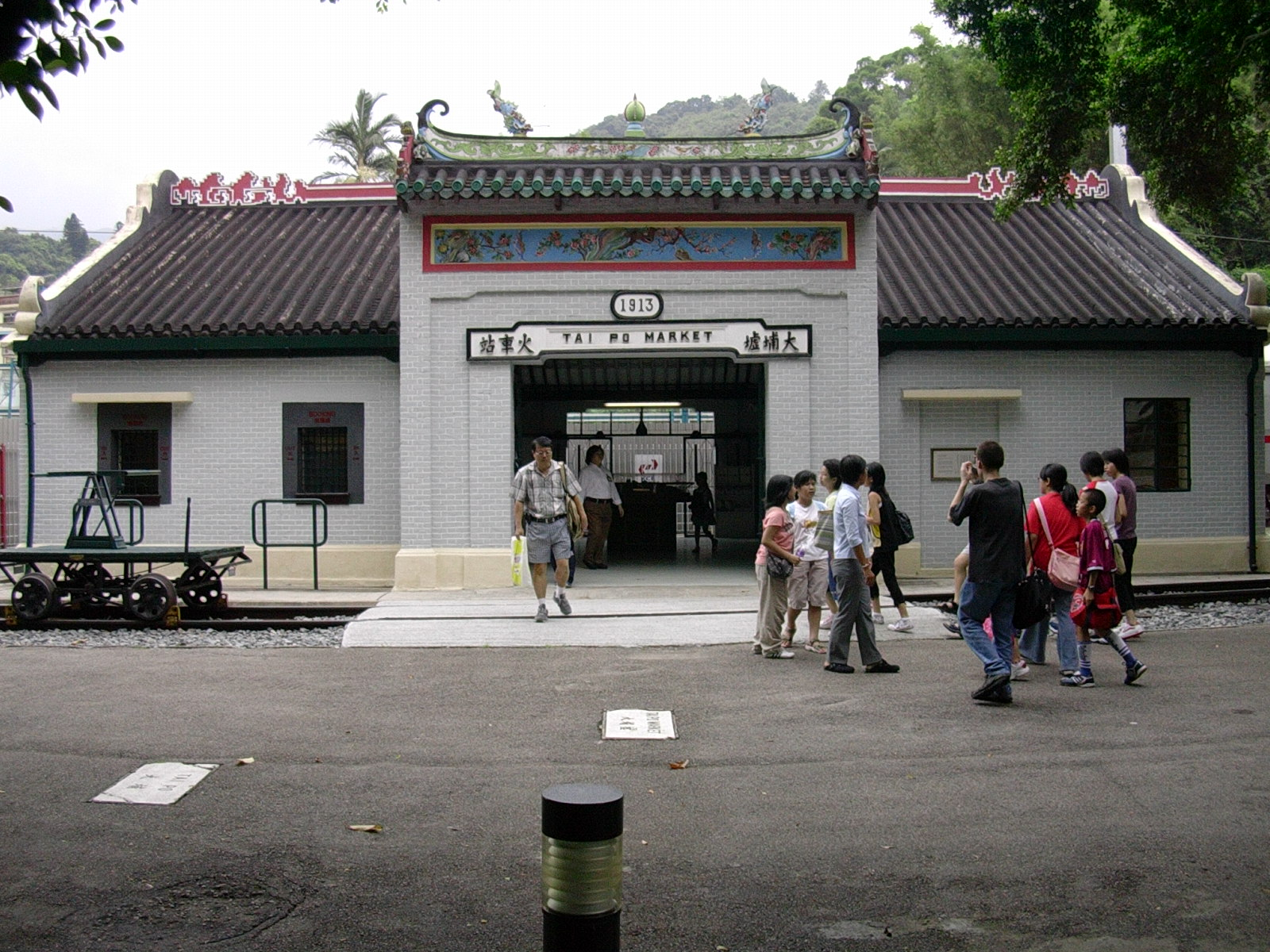
Das Hong Kong Railway Museum im historischen Bahnhofsgebäude der Tai Po Market Station (2005)
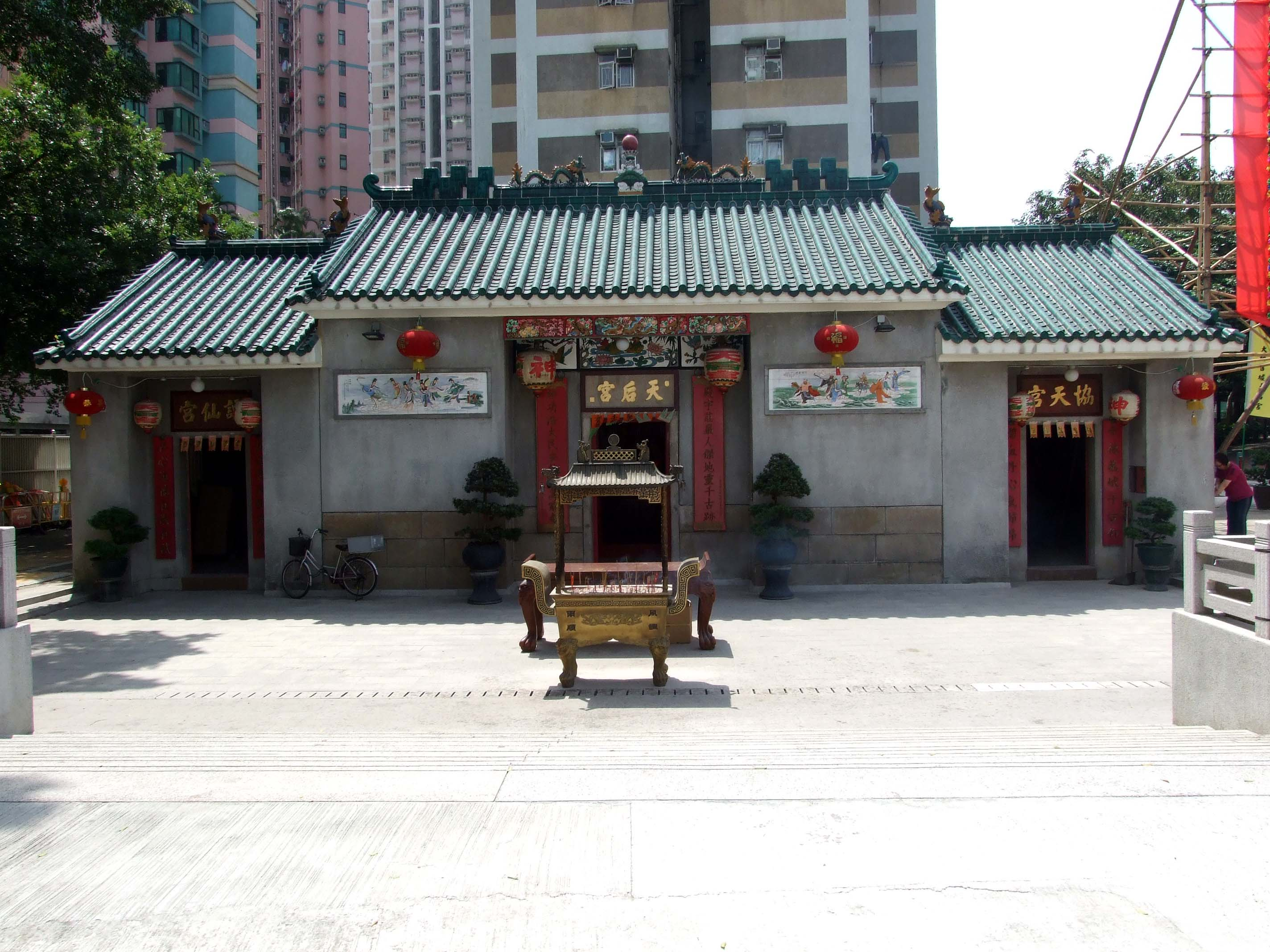
Der Tinhau-Tempel am alten Tai Po Market (大埔舊墟天后宮, 2010)
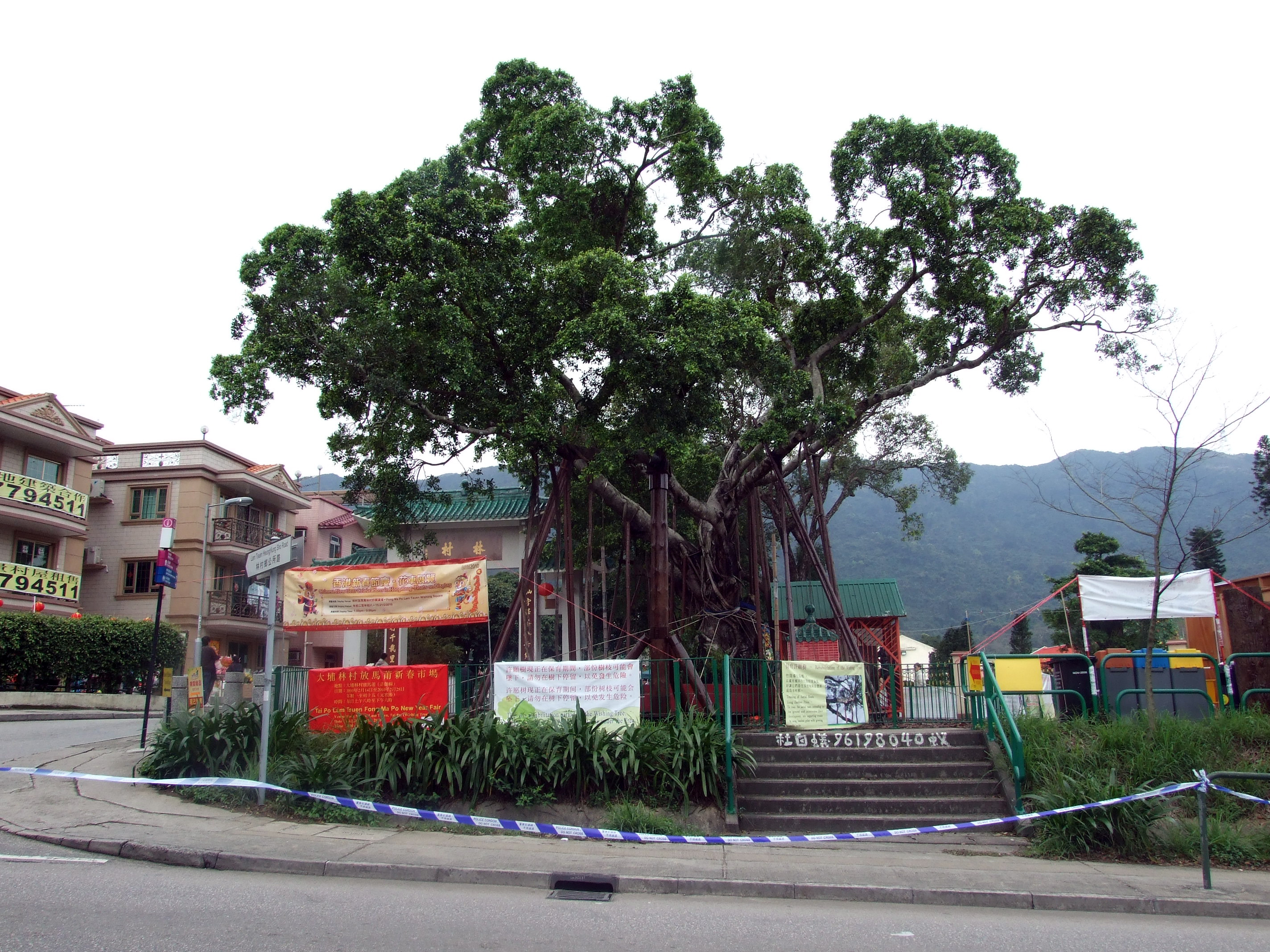
Einer der beiden Wunschbäumen (許願樹) im Lam Tsuen (林村 Lam-Dorf, 2010)